# ميتش بيرمان
ميتش بيرمان (بالإنجليزية: Mitch Berman)‏ (29 مايو 1956، لوس أنجلوس في الولايات المتحدة)؛ روائي أمريكي.